# カンボジアのイスラム教

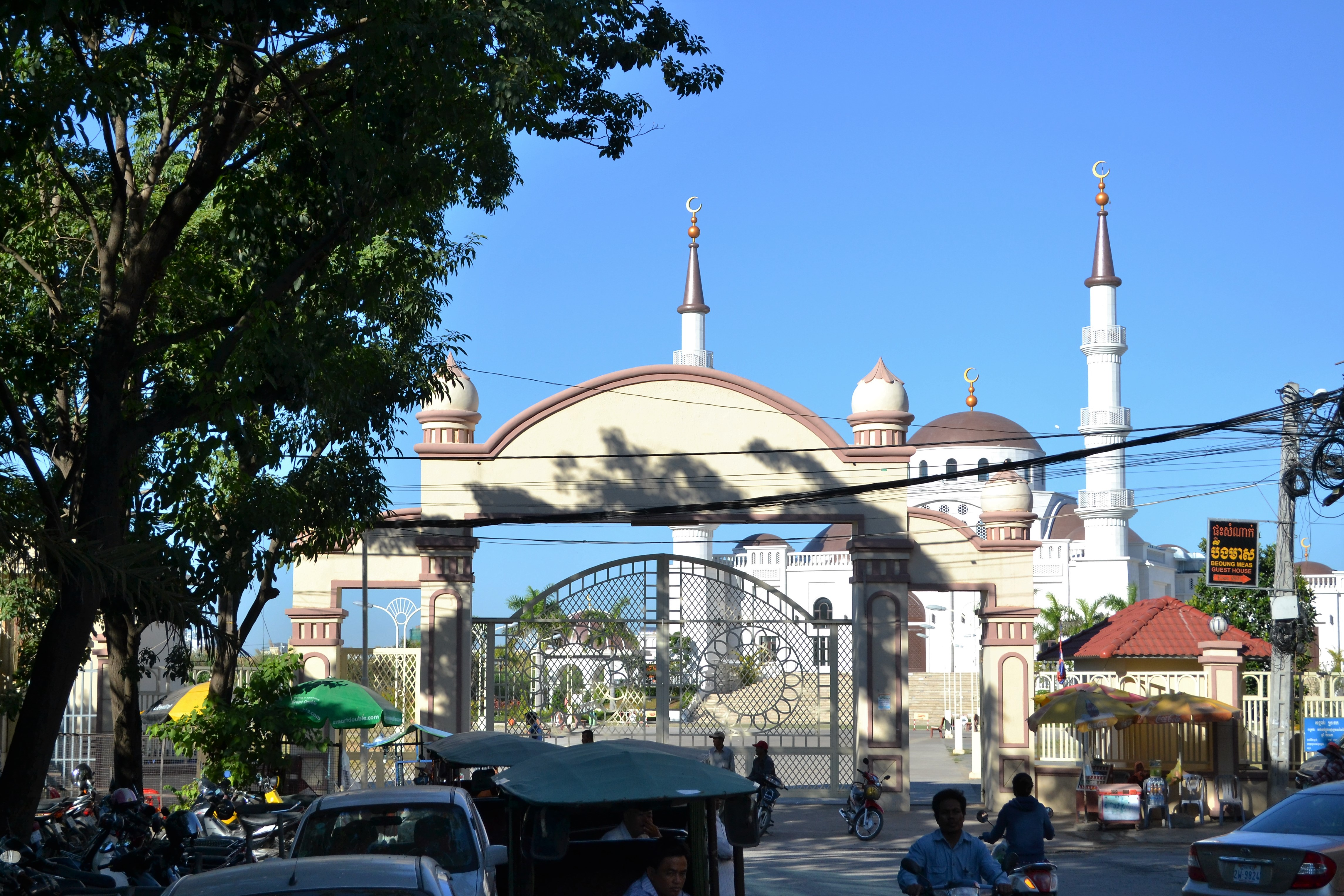
プノンペンのモスク

本項目ではカンボジアのイスラム教について記述する。

## 概要
総人口の4%に当たる約40万人のチャム族（クメール系ムスリムとも）の大部分と、少数民族のマレー人が信仰する宗教である。ピュー研究所は2009年、総人口の1.6%に当たる236000人がムスリムと推定している。

## 歴史
カンボジア付近は13世紀後半から14世紀以降、マレー系チャム族の王国であるチャンパの交易によりイスラム化が進展。交易活動を通じて、マレー半島とも紐帯を築く。しかし、15世紀後半に入るとベトナム北部の大越の南下に伴い、チャンパが衰微を余儀無くされる。
フランスがインドシナ半島を統治していた時代には、チャム系ムスリムが居住する地域は厚遇を受け、自治的な扱いで対処。一方、マレー半島との接触が希薄となった上、イギリスの支配下に置かれたマレー半島、緩衝国のタイ、そしてフランスの勢力圏となったインドシナ半島という、分割的な体制に移行したため、チャム系ムスリムは急速に孤立化の道を歩んでゆく。
20世紀後半は、原始共産主義を旗印に粛清や弾圧を行ったクメール・ルージュのポル・ポト政権（1975年 - 1985年）下で、ムスリムが激しい迫害に遭うこととなる。このため、同政権時代にカンボジアから脱出したチャム系ムスリムの中には、隣国ラオスに身を潜めた者もいるという。

## 初期イスラムの背景
チャム系ムスリムは預言者ムハンマドの岳父の1人であり、ザイナブ・ビント・ジャフシュの父であるジャフシュ・ビン・リヤブに祖をたどるとされる。これは617年から618年にかけて、多数のサハバがアビシニアから海路を経由してインドシナ半島に到着したことに由来する。

## チャム族の生活誌
チャム族には独自のモスクがあり、1962年には国内に約100ものモスクがあった。カンボジアのムスリムは19世紀末、ムプティ、トゥク・カリフ、ラヤ・カリク、トヴァン・パケという、4人の宗教的権威の下で共同体を形成した。
チャム族の村にある名士の寄り合いは、長老1人と数人のkatip、bilal、labiから構成。4人の高位聖職者と長老には免税特権があり、宮廷での主要国家的行事にも招かれている。カンボジアが独立を果たすと、イスラム共同体は公的に共同体を代表する5名の議会の統制下に置かれ、他のムスリム系共同体と連携を保った。なお、どのムスリム系住民の地域にも、地域やモスクを指導する長老や礼拝を先導するイマーム、そして信徒に日々の礼拝を呼びかけるbilalが存在。
プノンペン付近のチュルイ・チョンワー半島はチャム族の信仰の中心地とされ、数名のムスリム系高官が同地に居住している。チャム族の中には毎年、マレーシアのクランタン州でコーランを学びに行ったり、メッカに遊学や巡礼を行う者もいる。1950年代末の統計によると、チャム族の約7%が巡礼を完了し、その証としてフェズやターバンを身に付けていたという。
一方、伝統的なチャム族は多くの古代ムスリムか、ムスリム以前の伝統や儀式を固守。アッラーを全知全能の神としているものの、他の非イスラム的慣行も認めている。多くの点において、他のムスリムよりもベトナム沿岸部のチャム族に近い。
伝統的なチャム族（とベトナムの同族）の高僧は純白の服を身に纏い、頭や顔を剃髪。伝統的なチャム族は魔術信仰を持ち、病苦や死の苦痛を避けるために魔術の実践に重きを置いている。またさまざまな超能力を信じている。伝統的なチャム族はメッカへの巡礼や日に5回行う礼拝にはあまり興味を示さないものの、多くのイスラム教の祭や儀式を祝う。
正統派チャム族（チャム・ジュバ）は、14世紀から15世紀にかけてカンボジアに移住してきたジャワ人やマレー人との混血のため、マレー系住民と近しい関係にある。実際、マレー系の習慣や家族形態を取り入れ、マレー語を話す者も多い。メッカへの巡礼を行い、イスラム教の国際会議にも出席する。
伝統派と正統派によるチャム族同士の紛争が、1954年から1975年にかけて増加。例えば両者が村を二分、各集団がのちにはそれぞれ独自のモスクを有し、宗教組織を分離させるに至った。
なおチャム系ムスリムは、メコン川やトンレサップ湖で漁業に従事している関係上、河中にモスクを建てたり、浮船のスラウを中心に水上生活を営む。

## 迫害

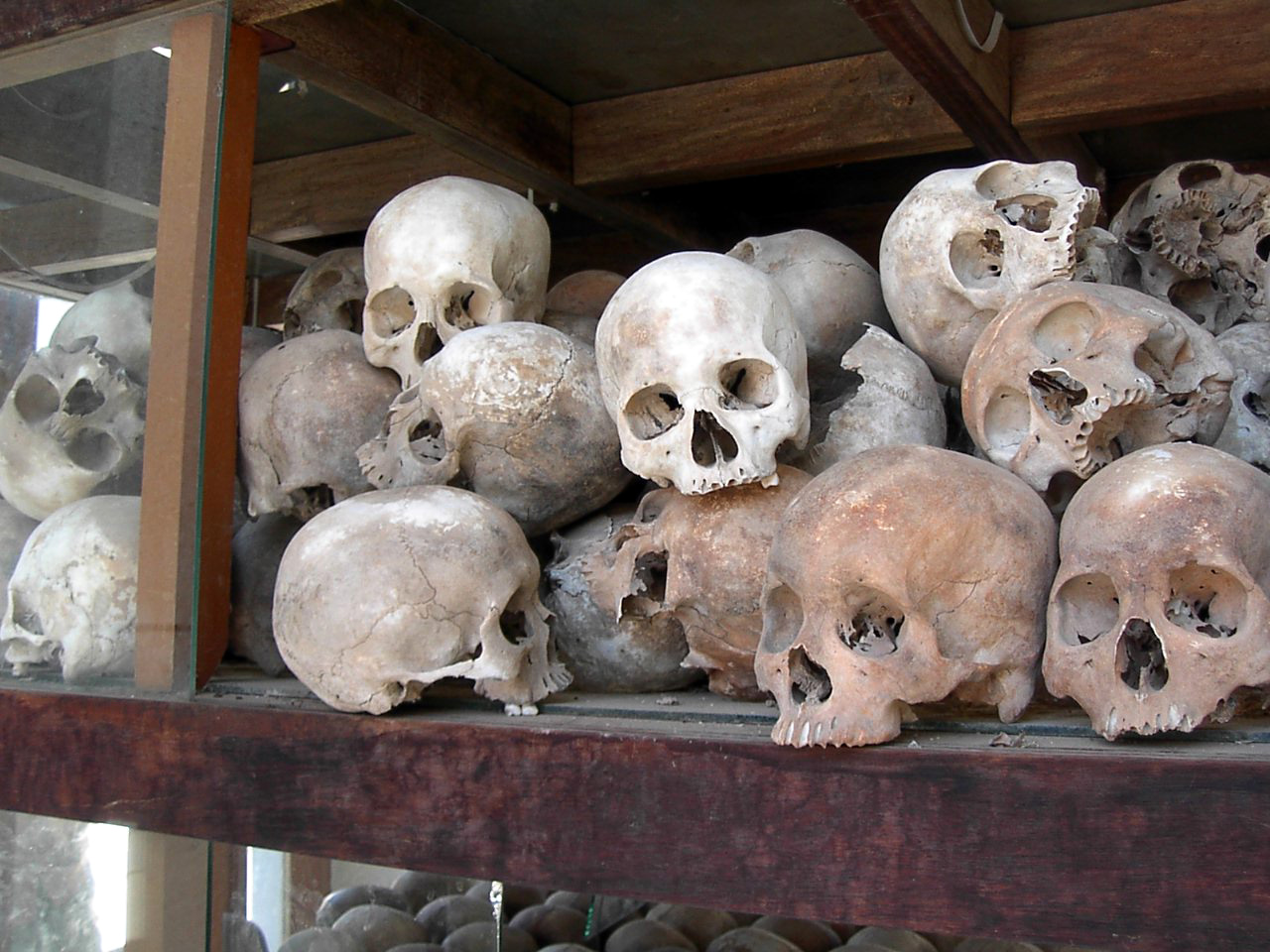
クメール・ルージュ政権下における犠牲者の頭蓋骨

チャム族からの情報によると、132ものモスクがクメール・ルージュ政権下で破却され、他の多くのモスクが非イスラム化された。ムスリムは信仰を禁じられた。カンボジア・ベトナム戦争にてベトナムが樹立したカンプチア人民共和国政権成立以降、イスラム教は仏教と同様の自由が与えられることとなる。
マイケル・ヴィカリーは1980年代半ばにチャム族が約158000人住んでおり、モスクの数が1975年以前とほぼ同じ水準になったとしている。1988年初にはプノンペン地域にモスクが6カ所、各県にも「相当数」あったが、ムスリムの高僧は国内に分散させられ、かつて113人いたチャム族の高位聖職者のうち、クメール・ルージュ時代を生き延びたのは20人しかいなかった。

## 現況
通常の宗教活動が可能。これはカンプチア人民共和国時代に、イスラム教に仏教（カンボジア人の大部分が信仰する公認宗教）と同じ自由が与えられたことに始まる。チャム族も、全カンボジア国民と同様、参政権をはじめ民主的な諸権利を享受している。